# Brea de Aragón
Brea de Aragón es un municipio y localidad española de la provincia de Zaragoza, en la comunidad autónoma de Aragón. Se encuentra en la Comarca del Aranda. Junto con la localidad vecina de Illueca, Brea es uno de los pueblos más grandes de la comarca, contando con una población de 1521 habitantes (INE 2023) en una extensión de 13,56 km² y una densidad de 112,17 hab/km².
La economía de Brea de Aragón se basa en la industria del calzado, tanto es así, que el municipio tiene dedicado a la misma el Museo del Calzado.

## Toponimia
El topónimo Brea podría venir de la palabra celta briga, que significa fortaleza o poblado, o también del latín vereda o verrea, cuyo significado es camino o vera.

## Geografía
Todo el entorno del río Aranda, que cruza el municipio, conforma el eje del paisaje que se presenta en Brea, junto con las estribaciones, barrancos y las formaciones paralelas a las cercanas sierras de la Virgen y la Nava Alta, que forman parte del Sistema Ibérico. Dentro del término se encuentran los parajes significativos de la Fuente del Gollizno, el barranco Hondo, el vértice geodésico de La Lezna o la Fuente del Olivar.
Brea tiene una temperatura media anual de 12,7 °C y una precipitación anual de 460 mm.

## Historia
Los primeros registros escritos de Brea datan del siglo XII, en los que aparece bajo el mandato de un tenente llamado Capoz. Aunque relacionada con el Cabildo del Pilar desde el siglo XII, no es hasta finales del siglo siguiente cuando la documentación confirma claramente el señorío.
Su población era mayoritariamente mudéjar o morisca, y su economía estuvo muy vinculada con los curtidos.
Así, en el siglo XVIII, Brea producía más de la mitad de las pieles de todo el reino.
Sin embargo, a principios del siglo XIX, la dificultad de salida de las pieles hacia el exterior debido a la Guerra de la Independencia, impuso un cambio en la orientación de la industria, dedicándose a la fabricación de calzado.
El historiador Pascual Madoz, en su Diccionario geográfico-estadístico-histórico de España y sus posesiones de Ultramar de 1845, describe a Brea de la siguiente manera: 

Tiene 245 casas, distribuidas en varias calles y plazas, con mas la de ayuntamiento y cárcel [y] una iglesia  parroquial (Santa Ana)... Corre por él el río Aranda [que] da impulso á las ruedas de 2 molinos harineros, de los cuales el uno se  halla á la entrada de la población, donde también hay algunas fábricas de curtidos, y el otro á 1/2 hora de la misma.

En cuanto a la actividad económica, Madoz señalaba la crisis de las fábricas de curtidos y calzado en esa época:

Las tres cuartas partes de esta población se han dedicado a las fábricas de curtidos y zapaterías que en ella existían, y que desde el tiempo de los moros habían constituido su principal riqueza; hoy se halla esta industria en estado de decadencia, por cuya razón muchos de los vecinos se han visto en la necesidad de emigrar y busca su ocupación en otros  pueblos.

Sin embargo, más adelante y hasta bien entrado el siglo XX, los maestros zapateros fueron creciendo en número e importancia. Las viejas tenerías desaparecieron y en su lugar comenzaron a surgir nuevos talleres dedicados a la fabricación artesanal de calzado; en 1930 existían 32 talleres en la localidad. En ese tiempo empezaron a llegar a Brea las primeras máquinas de coser, que no acabaron con la tradición artesanal, pero fueron haciendo más cómodo y seguro el trabajo.
En la actualidad todavía pervive esta intensa actividad industrial en torno al calzado y sus complementos.

## Demografía
Brea de Aragón cuenta con una población de 1506 habitantes (INE 2024).
| Gráfica de evolución demográfica de Brea de Aragón entre 1842 y 2021 |
| |
| Población de derecho según los censos de población del INE Población de hecho según los censos de población del INEEn estos censos se denominaba Brea: 1842, 1857, 1860, 1877, 1887, 1897, 1900, 1910, 1920, 1930, 1940, 1950, 1960, 1970 y 1981 |

El censo de España de 1857, que inauguraba la serie estadística, registra una población de 1714 habitantes para la localidad, siendo en ese momento el tercer núcleo más poblado del partido judicial de Calatayud.

## Economía
Principalmente, desde hace siglos la industria predominante tanto en la comarca como en el municipio fue y es el calzado. Se tiene constancia de las primeras sandalias artesanales hechas en el pueblo desde 1606. Durante el siglo XVIII, Brea producía más de la mitad de las pieles de todo el reino. Durante los siglos XIX y XX las viejas tenerías darían lugar a modernos talleres incrementando así su producción. Todo ello se da a conocer en la visita al Museo del Calzado de la localidad.
De los antiguos talleres o fábricas en la localidad se conservan los edificios de la fábrica de calzado Peirona, en el n.º 40 de la calle Mayor; Jimeno, en la calle Gollache n.º 2; o Cuartas, en el 18 de la calle Oriente.

## Administración y política

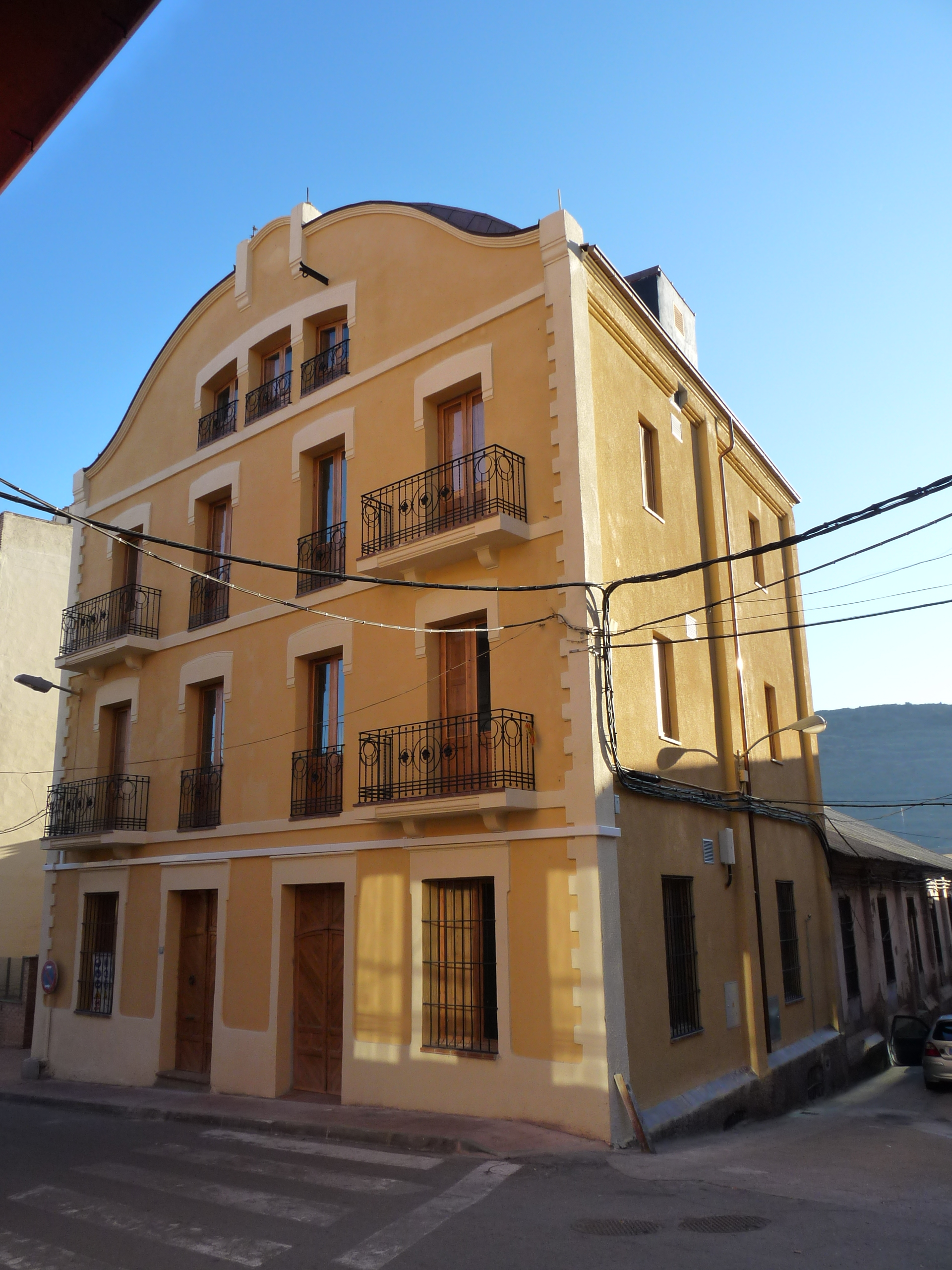
Edificio modernista

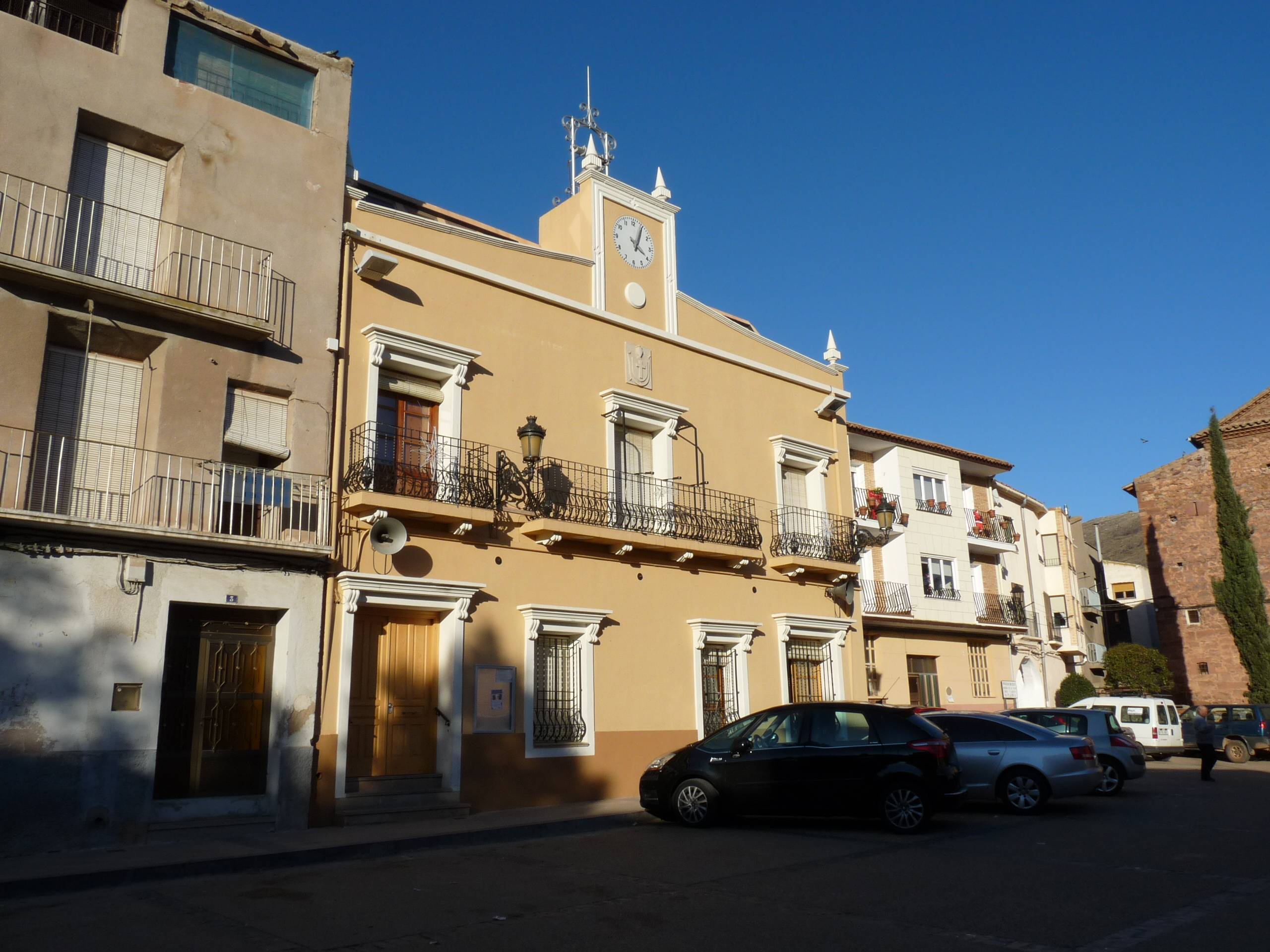
Fachada principal de la casa consistorial

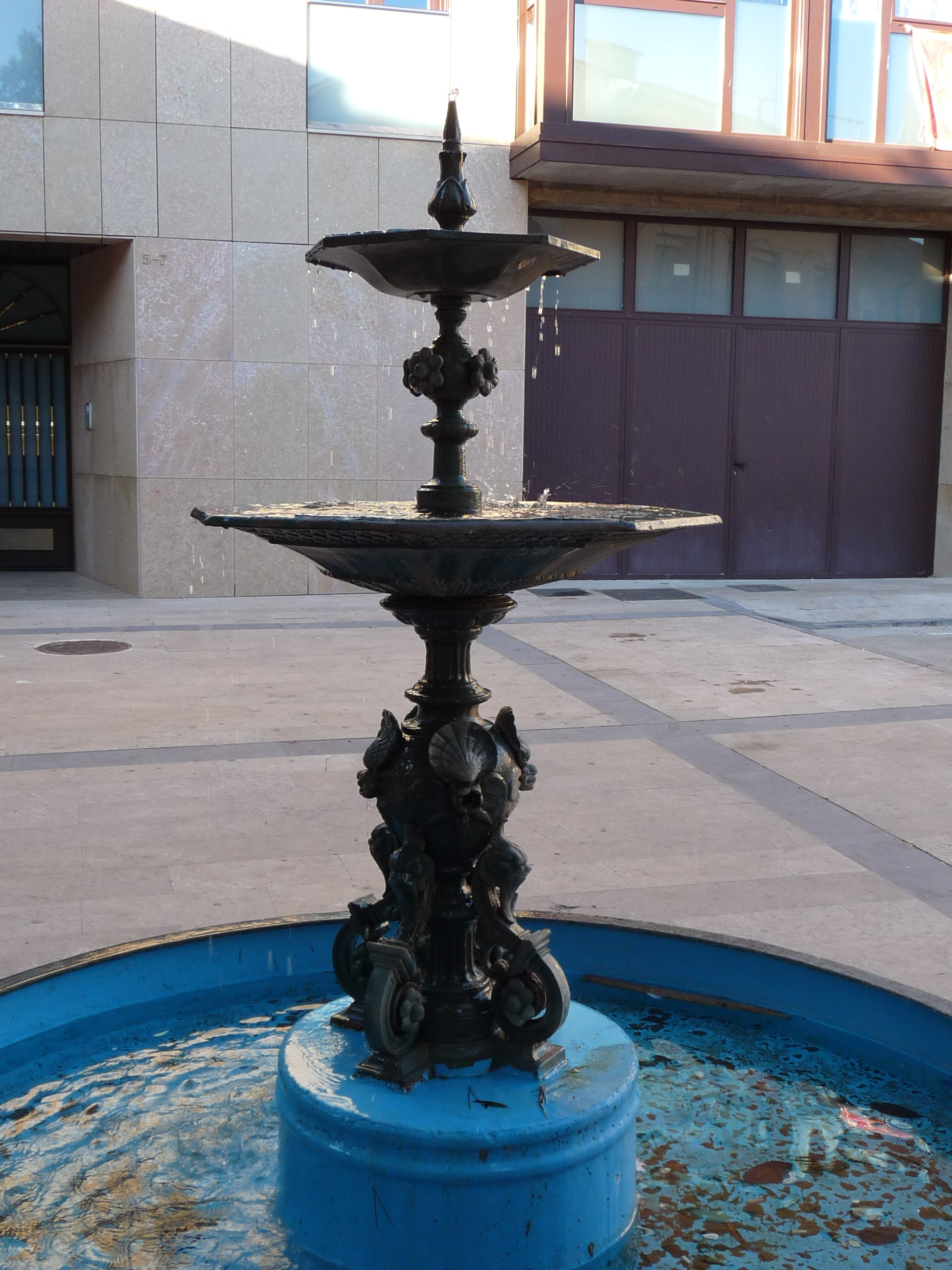
Fuente en el rincón de plaza España

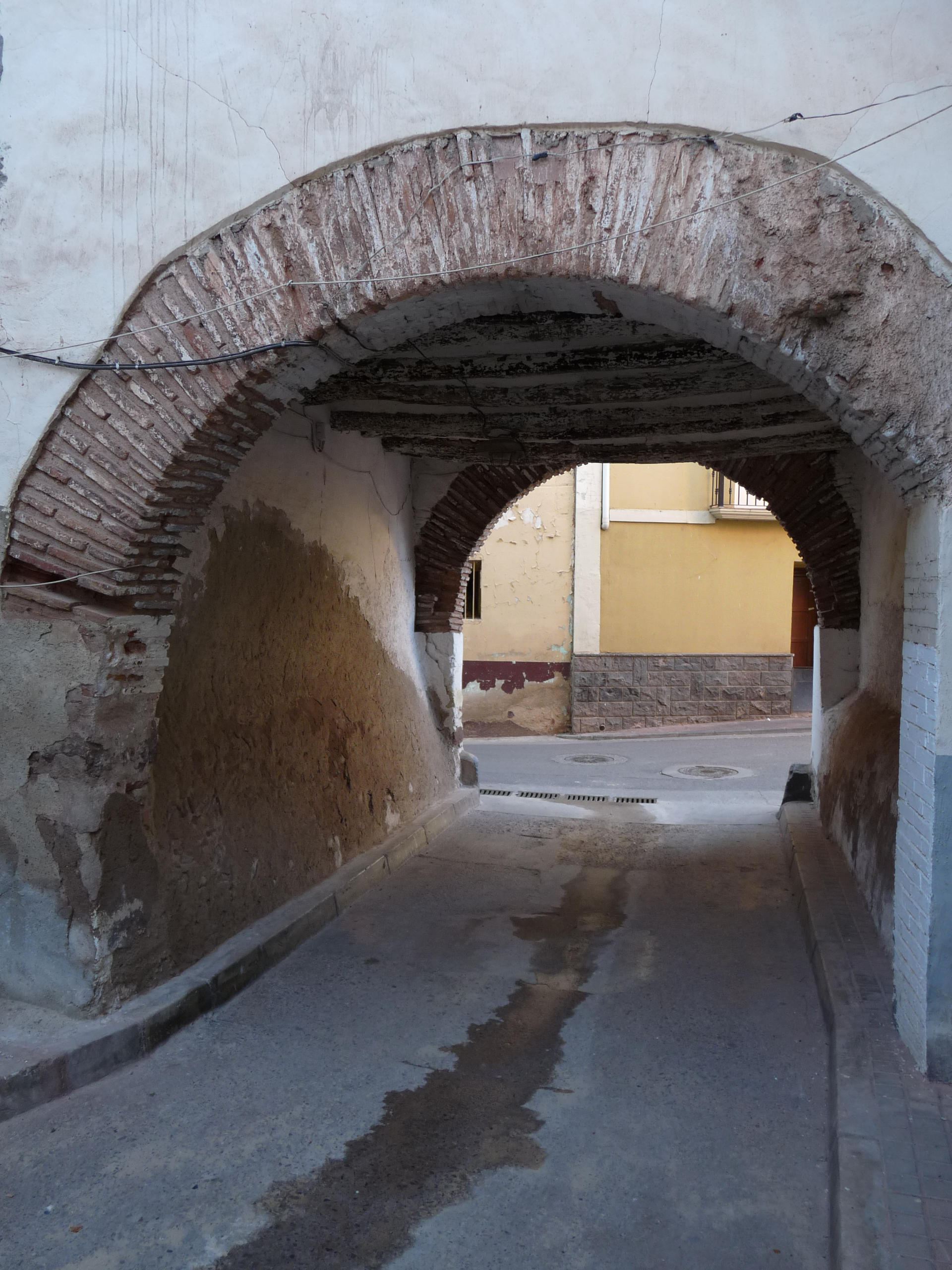
Arco de la Tripería

| Período   | Alcalde                     | Partido |  |
| --------- | --------------------------- | ------- |  |
| 1979-1983 | Manuel Floria García        | UCD     |  |
| 1983-1987 | Manuel Pericas Gregorio     | PSOE    |  |
| 1987-1991 | Manuel Pericas Gregorio     | PSOE    |  |
| 1991-1995 | José María Ruiz Grima       | PAR     |  |
| 1995-1999 | Luis Sáez Guinea            | PP      |  |
| 1999-2003 | Enrique Forniés Torres      | PAR     |  |
| 2003-2007 | Enrique Forniés Torres      | PAR     |  |
| 2007-2011 | Rosa Elena Barcelona Andrés | PSOE    |  |
| 2011-2015 | Raúl García Asensio         | PP      |  |
| 2015-2019 | Raúl García Asensio         | PP      |  |
| 2019-2023 | Raúl García Asensio         | PP      |  |
| 2023-2027 | Raúl García Asensio         | PP      |  |

| Partido político    | Partido político                                   | 2003   | 2007   | 2011   | 2015   | 2019   | 2023   |
| Partido político    | Partido político                                   | Ediles | Ediles | Ediles | Ediles | Ediles | Ediles |
|                     | Partido Popular de Aragón (PP)                     | 2      | 2      | 3      | 4      | 5      | 4      |
|                     | Partido de los Socialistas de Aragón (PSOE-Aragón) | 3      | 4      | 4      | 2      | 2      | 3      |
|                     | Partido Aragonés (PAR)                             | 6      | 3      | 2      | 1      | 2      | 2      |
|                     | Chunta Aragonesista (CHA)                          | —      | —      | 1      | —      | —      | —      |
|                     | Federación de los Independientes de Aragón (FIA)   | —      | —      | —      | 1      | 0      | —      |
| Total de concejales | Total de concejales                                | 11     | 9      | 9      | 9      | 9      | 9      |

## Cultura

### Patrimonio

#### Patrimonio religioso
La iglesia de Santa Ana, situada en el centro del pueblo, es de estilo gótico tardío, edificada entre junio de 1554 y noviembre del año siguiente. Intervinieron en su construcción los canteros vizcaínos Juan de Gorostiza, Domingo de Lizarza (o Yarza) y Juan Pérez. A ella se puede acceder por dos puertas: la principal, situada debajo del óculo que ilumina el coro de la iglesia, y la secundaria, situada en un lateral de la nave que conectaba directamente con el antiguo cementerio. Consta de una única nave con capillas a los laterales conectadas entre sí. Una de las capillas está dedicada a la patrona del pueblo, la Virgen del Rosario, a la que el pueblo le muestra especial devoción. 

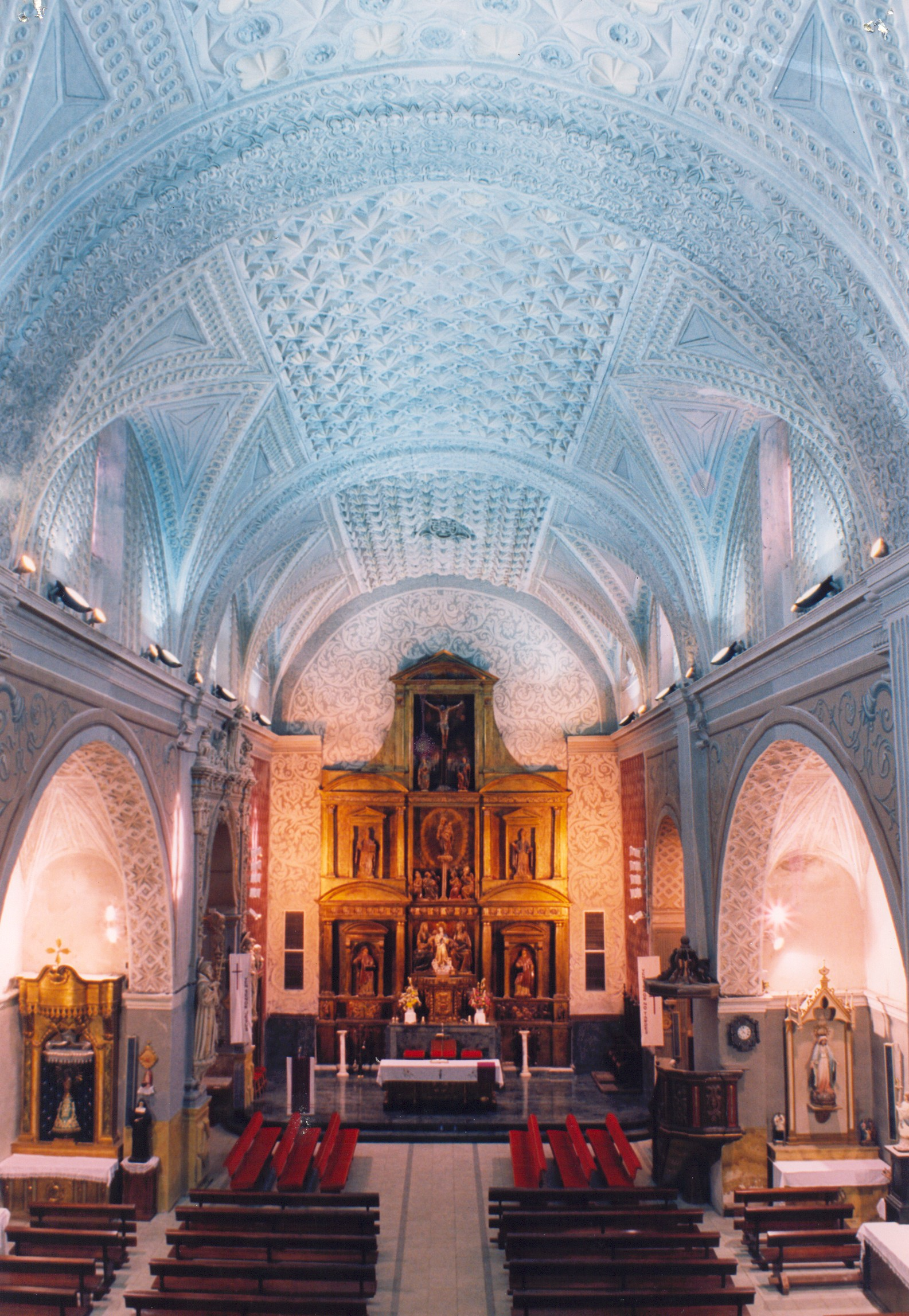
Altar y nave de la iglesia parroquial de Santa Ana

La ermita de San Blas, a las afueras del pueblo, es una pequeña iglesia del siglo XVII, también de nave única, con portada en ladrillo en arco de medio punto enmarcada por un alfiz. Su cubierta es de madera a dos aguas.
Otra ermita de la localidad es la de Nuestra Señora de los Dolores.

#### Patrimonio civil
El museo del Calzado está dedicado a la industria que sustenta la comarca. Inaugurado en 2002, tiene 600 m2, distribuidos en dos plantas. No sólo recoge la historia a lo largo del calzado, sino que también podemos encontrar en su interior un espacio dedicado a la cultura y tradiciones de Brea y de la Comarca en general. Durante el recorrido por el museo se viaja desde la época celtíbera hasta nuestros días a través de la artesanía.

### Fiestas
- El primer fin de semana de febrero se celebran las festividades en honor a San Blas. El pueblo se desplaza hasta la ermita de San Blas donde se celebran las misas y donde el párroco del pueblo bendice los roscones que la gente le lleva al santo para bendecirlos.

- Semanas después, se celebran los carnavales (organizados por la Casa de Juventud TAMA, encargados de animar al pueblo con sus diversas actividades). El pueblo tiene especial implicación en esta actividad. Esta misma asociación celebra a finales de junio/principios de julio, su aniversario, día plagado de actividades para todo el pueblo y comida popular en el parque del Zapatero, concurso de guiñote y verbena hasta altas horas de la madrugada.

- A finales del mes de julio el pueblo se prepara para dar comienzo a los festejos en honor a Santa Ana, que en un principio fue la patrona del pueblo y actualmente es la patrona de la iglesia del municipio.

- En el mes de octubre se celebran las fiestas grandes del pueblo en honor a la patrona, la Virgen del Rosario, a la cual se le tiene mucha devoción. Los festejos que empiezan con un chupinazo recorriendo las principales calles del pueblo y terminan con los espectaculares fuegos artificiales, tienen una duración de 9 días, cada uno de ellos en honor a niños, mayores, mujeres, hombres, peñistas, etc.

### Deporte
- Durante el último sábado del mes de mayo (habitualmente), se organiza la Marcha Senderista Maestro Zapatero que cuenta con una larga tradición gracias a la Asociación Deportiva Senderismo Brea que recorre varias localidades de la zona, para terminar con una comida popular en el pabellón municipal.  El último fin de semana del mes de agosto, esta misma Asociación, organiza una marcha senderista nocturna por la zona.

- El fútbol está representado por el Club Deportivo Brea y el Rayo Breano.